# Sportclub Preußen 06 Münster 1998-1999
Questa voce raccoglie le informazioni riguardanti lo Sportclub Preußen 06 Münster nelle competizioni ufficiali della stagione 1998-1999.

## Stagione
Nella stagione 1998-1999 il Preussen Münster, allenato da Hans-Werner Moors, concluse il campionato di Regionalliga ovest-sudovest al 4º posto.

## Rosa
| N. |                     | Ruolo | Calciatore          |
| -- | ------------------- | ----- | ------------------- |
| 2  | Germania (bandiera) | D     | Timo Kemming        |
| 4  | Germania (bandiera) | D     | Olaf Buschkötter    |
| 5  | Germania (bandiera) | D     | André Bertelsbeck   |
| 6  | Germania (bandiera) | C     | Carsten Becker      |
| 7  | Germania (bandiera) | C     | Reinhard Geise      |
| 10 | Germania (bandiera) | D     | Thomas Ridder       |
| 11 | Germania (bandiera) | A     | Carsten Gockel      |
| 14 | Germania (bandiera) | D     | Andreas Helmer      |
| 16 | Germania (bandiera) | A     | René Müller         |
| 17 | Germania (bandiera) | D     | Heiko Kuhn          |
| 19 | Germania (bandiera) | D     | Christoph Metzelder |
| 20 | Germania (bandiera) | A     | Marco Antwerpen     |

| N. |                        | Ruolo | Calciatore          |
| -- | ---------------------- | ----- | ------------------- |
| 22 | Germania (bandiera)    | P     | Alexander Ogrinc    |
| 30 | Germania (bandiera)    | C     | Stephan Küsters     |
| 33 | Germania (bandiera)    | C     | Ingmar Putz         |
|    | Germania (bandiera)    | P     | Christopher Jürgens |
|    | Germania (bandiera)    | D     | Dirk Böcker         |
|    | Stati Uniti (bandiera) | D     | Gregory Kile        |
|    | Germania (bandiera)    | C     | Daniel Haxter       |
|    | Germania (bandiera)    | C     | Arne Hoffart        |
|    | Germania (bandiera)    | C     | Stephan Roth        |
|    | Germania (bandiera)    | C     | Jürgen Serr         |
|    | Germania (bandiera)    | C     | Tobias Sumelka      |
|    | Germania (bandiera)    | A     | Heiko Weber         |

## Organigramma societario
Area tecnica
- Allenatore: Peter Hyballa, Hans-Werner Moors
- Allenatore in seconda:
- Preparatore dei portieri:
- Preparatori atletici:
- Analisi video:

## Calciomercato

### Sessione estiva
| Acquisti | Acquisti            | Acquisti            | Acquisti |
| R.       | Nome                | da                  | Modalità |
| -------- | ------------------- | ------------------- | -------- |
| C        | Stephan Küsters     | Remscheid           |          |
| A        | Heiko Weber         | Carl Zeiss Jena     |          |
| D        | Andreas Helmer      | Meppen              |          |
| C        | Arne Hoffart        | RW Oberhausen       |          |
| D        | Gregory Kile        | TuS Celle           |          |
| D        | Christoph Metzelder | Preußen Münster U19 |          |
| A        | René Müller         | FC Bad Oeynhausen   |          |
| P        | Alexander Ogrinc    | Wuppertal           |          |
| C        | Frank Wagener       | Kickers Emden       |          |

| Cessioni | Cessioni        | Cessioni        | Cessioni |
| R.       | Nome            | a               | Modalità |
| -------- | --------------- | --------------- | -------- |
| D        | Marco Gruszka   | Göttingen       |          |
| C        | Knut Hartwig    | Rot-Weiss Essen |          |
| P        | Danny Milošević | Perth Glory     |          |

### Sessione invernale
| Acquisti | Acquisti    | Acquisti  | Acquisti |
| R.       | Nome        | da        | Modalità |
| -------- | ----------- | --------- | -------- |
| C        | Ingmar Putz | Remscheid |          |

| Cessioni | Cessioni       | Cessioni          | Cessioni |
| R.       | Nome           | a                 | Modalità |
| -------- | -------------- | ----------------- | -------- |
| C        | Marko Jedlicka | Hüls              |          |
| C        | Frank Wagener  | Concordia Ihrhove |          |

## Risultati

### Regionalliga ovest-sudovest

#### Girone di andata
| Arbitro: | Friedrichs |

|                          |           |               |
| Helmer 48’ Antwerpen 68’ | Marcatori | 86’ Lindinger |

| Arbitro: | Haupt |

|            |           |            |
| Papava 90’ | Marcatori | 85’ Helmer |

| 16 agosto 1998 3ª giornata |  | – turno di riposo |  |  |

| Arbitro: | Kuhl |

|                     |           |                                    |
| Geise 9’ Gockel 52’ | Marcatori | 58’ (aut.) Kuhn 90’ Schriewersmann |

| Arbitro: | Berg |

|                 |           |               |
| de Wit 87’, 90’ | Marcatori | 64’ Antwerpen |

| Arbitro: | Späker |

|              |           |            |
| Antwerpen 8’ | Marcatori | 58’ Donato |

| Arbitro: | Gruse |

|                         |           |                   |
| Thömmes 1’, 46’ Süs 89’ | Marcatori | 68’ (rig.) Helmer |

| Arbitro: | Kestermann |

|                                 |           |                    |
| Müller 49’ Kemming 80’ Kuhn 86’ | Marcatori | 13’ Gambo 75’ Timm |

| Arbitro: | Schneider |

|           |           |               |
| Diane 60’ | Marcatori | 86’ Antwerpen |

| Arbitro: | Webers |

|            |           |          |
| Gockel 82’ | Marcatori | 10’ Weis |

| Arbitro: | Kortholt |

|          |           |                                 |
| John 70’ | Marcatori | 6’ Becker 73’ Müller 89’ Helmer |

| Arbitro: | Werthmann |

|            |           |  |
| Böcker 29’ | Marcatori |  |

| Arbitro: | Milic |

|  |           |                                                         |
|  | Marcatori | 2’, 74’ Gockel 52’, 80’ Serr 59’, 65’ Ridder 87’ Haxter |

| Arbitro: | Schütz |

|            |           |                |
| Gockel 54’ | Marcatori | 90’ Lämmermann |

| Arbitro: | Müller |

|  |           |            |
|  | Marcatori | 67’ Müller |

| Arbitro: | Könen |

|             |           |  |
| Kemming 90’ | Marcatori |  |

| Arbitro: | Plettenberg |

|             |           |          |
| Gensler 80’ | Marcatori | 51’ Serr |

#### Girone di ritorno
| Arbitro: | Göbel |

|  |           |                          |
|  | Marcatori | 50’ Antwerpen 85’ Müller |

| Arbitro: | Horstmann |

|                                  |           |  |
| Gockel 6’ Kile 38’ Antwerpen 90’ | Marcatori |  |

| 19 dicembre 1998 20ª giornata |  | – turno di riposo |  |  |

| Arbitro: | Müller |

|  |           |                                     |
|  | Marcatori | 20’ Gockel 65’ Antwerpen 90’ Ridder |

| Arbitro: | Webers |

|                               |           |  |
| Geise 27’ Müller 40’ Serr 90’ | Marcatori |  |

| Arbitro: | Kestermann |

|                |           |            |
| Zimmermann 38’ | Marcatori | 53’ Müller |

| Arbitro: | Weber |

|            |           |                                    |
| Müller 53’ | Marcatori | 9’ Melunovic 45’ (rig.), 90’ Papić |

| Arbitro: | Wegener-Gärtner |

|                         |           |                       |
| Timm 33’, 52’ Tanko 83’ | Marcatori | 21’ Müller 69’ Gockel |

| Arbitro: | Buchkremer |

|          |           |                      |
| Serr 83’ | Marcatori | 32’ Séchet 74’ Choji |

| Arbitro: | Steinborn |

|  |           |            |
|  | Marcatori | 42’ Gockel |

| Arbitro: | Milic |

|              |           |           |
| Antwerpen 8’ | Marcatori | 16’ Dočev |

| Arbitro: | Werthmann |

|          |           |            |
| Hyza 68’ | Marcatori | 20’ Gockel |

| Arbitro: | Gerber |

|                                            |           |           |
| Helmer 18’ (rig.) Antwerpen 23’ Ridder 27’ | Marcatori | 35’ Opoku |

| Arbitro: | Berg |

|           |           |  |
| Heeren 9’ | Marcatori |  |

| Arbitro: | Weiss |

|                 |           |                                    |
| Gockel 10’, 36’ | Marcatori | 13’ Weah 68’, 85’ Wagner 89’ Souza |

| Arbitro: | Diergarten |

|  |           |                                                                |
|  | Marcatori | 11’ (aut.) Berndt 22’, 59’, 80’ Geise 25’ Antwerpen 88’ Ridder |

| Arbitro: | Gerber |

|                      |           |                      |
| Gockel 8’ Böcker 68’ | Marcatori | 20’ Sasa 63’ Podszus |

## Statistiche

### Statistiche di squadra
| Competizione                | Punti | In casa | In casa | In casa | In casa | In casa | In casa | In trasferta | In trasferta | In trasferta | In trasferta | In trasferta | In trasferta | Totale | Totale | Totale | Totale | Totale | Totale | DR  |
| Competizione                | Punti | G       | V       | N       | P       | Gf      | Gs      | G            | V            | N            | P            | Gf           | Gs           | G      | V      | N      | P      | Gf     | Gs     | DR  |
| --------------------------- | ----- | ------- | ------- | ------- | ------- | ------- | ------- | ------------ | ------------ | ------------ | ------------ | ------------ | ------------ | ------ | ------ | ------ | ------ | ------ | ------ | --- |
| Regionalliga ovest-sudovest | 53    | 16      | 7       | 6       | 3       | 28      | 21      | 16           | 7            | 5            | 4            | 32           | 15           | 32     | 14     | 11     | 7      | 60     | 36     | +24 |
| Totale                      | 53    | 16      | 7       | 6       | 3       | 28      | 21      | 16           | 7            | 5            | 4            | 32           | 15           | 32     | 14     | 11     | 7      | 60     | 36     | +24 |

### Andamento in campionato
| Giornata  | 1 | 2 | 3 | 4 | 5  | 6  | 7  | 8  | 9  | 10 | 11 | 12 | 13 | 14 | 15 | 16 | 17 | 18 | 19 | 20 | 21 | 22 | 23 | 24 | 25 | 26 | 27 | 28 | 29 | 30 | 31 | 32 | 33 | 34 |
| --------- | - | - | - | - | -- | -- | -- | -- | -- | -- | -- | -- | -- | -- | -- | -- | -- | -- | -- | -- | -- | -- | -- | -- | -- | -- | -- | -- | -- | -- | -- | -- | -- | -- |
| Luogo     | C | T |   | C | T  | C  | T  | C  | T  | C  | T  | C  | T  | C  | T  | C  | T  | T  | C  |    | T  | C  | T  | C  | T  | C  | T  | C  | T  | C  | T  | C  | T  | C  |
| Risultato | V | N |   | N | P  | N  | P  | V  | N  | N  | V  | V  | V  | N  | V  | V  | N  | V  | V  |    | V  | V  | N  | P  | P  | P  | V  | N  | N  | V  | P  | P  | V  | N  |
| Posizione | 4 | 6 | 8 | 5 | 10 | 11 | 12 | 12 | 11 | 11 | 11 | 8  | 6  | 6  | 4  | 4  | 3  | 2  | 1  | 2  | 2  | 1  | 1  | 2  | 4  | 7  | 6  | 6  | 6  | 5  | 5  | 6  | 4  | 4  |

Legenda:

Luogo: C = Casa; T = Trasferta. Risultato: V = Vittoria; N = Pareggio; P = Sconfitta.

### Statistiche dei giocatori
| M. Antwerpen   | 26 | 10 | 8  | 0 |
| C. Becker      | 29 | 1  | 3  | 0 |
| A. Bertelsbeck | 15 | 0  | 2  | 0 |
| O. Buschkötter | 15 | 0  | 0  | 0 |
| D. Böcker      | 28 | 2  | 3  | 0 |
| R. Geise       | 30 | 5  | 1  | 0 |
| C. Gockel      | 32 | 13 | 4  | 0 |
| D. Haxter      | 3  | 1  | 0  | 0 |
| A. Helmer      | 32 | 5  | 10 | 1 |
| A. Hoffart     | 14 | 0  | 1  | 0 |
| M. Jedlicka    | 5  | 0  | 1  | 0 |
| C. Jürgens     | 0  | 0  | 0  | 0 |
| T. Kemming     | 12 | 2  | 3  | 0 |
| G. Kile        | 13 | 1  | 1  | 0 |
| H. Kuhn        | 32 | 1  | 3  | 0 |
| S. Küsters     | 19 | 0  | 5  | 2 |
| C. Metzelder   | 0  | 0  | 0  | 0 |
| R. Müller      | 31 | 8  | 9  | 0 |
| A. Ogrinc      | 32 | 0  | 0  | 0 |
| I. Putz        | 0  | 0  | 0  | 0 |
| T. Ridder      | 31 | 5  | 9  | 0 |
| S. Roth        | 2  | 0  | 0  | 0 |
| J. Serr        | 24 | 5  | 4  | 0 |
| T. Sumelka     | 3  | 0  | 0  | 0 |
| F. Wagener     | 7  | 0  | 0  | 0 |
| H. Weber       | 4  | 0  | 0  | 0 |